# Кокан Поповић
Кокан (Слободан) Поповић је српски бубњар познат по свирању у бендовима Идоли и Пропаганда.

## Биографија

### Интересовање за музику, први бендови
Поповић је рођен у Београду и живео је у улици Алексе Ненадовића која повезује хотел "Славија" и "Метропол".
У раној младости имао је неколико компилација ЛП опатијских фестивала и свирао користећи дрвену кутију за цигарете као бубањ, а након што је чуо албум групе The Who A Quick One, одлучио је постати бубњар. Његово право свирање бубњева започело је након пресељења у Бомбај са оцем Дејаном (тада је био у Југословенским страним службама)и мајком Божицом (сестра Дубравка остала је у Београду), где је први пут имао прилику да вежба на правом комплету бубњева. Његов први наступ уживо био је на годишњици колеџа у Бомбају.
По повратку у Београд, Поповић се први пут придружио бенду Даг са којим је 1973. снимио сингл "Воз"/"Смиљана". Након Дага, формирао је хард рок трио Џокер, а потом и Јесен пре него што се придружио бенду Слађане Милошевић.

### Звук Улице и пропаганда
Гитариста и певач Влада Дивљан и бас гитариста Зденко Колар основали су бенд Мерлин. У саставу су били и Поповић на бубњевима, клавијатуриста Драган Митрић, Бора Атић на саксофону и Драгана Милковић на клавиру и вокалу. Поред сопствених песама, бенд је често изводио песме Џимија Хендрикса, Битлса и Ролинг Стоунса. Њихов музички стил био је комбинација мелодичног роцка, џеза, рока и хард рока. Звук улице је основан 1975. године и екипу су чинили Кокан Поповић (бубњар и иницијатор окупљања), Влада Дивљан (гитара и вокал), Зденко Колар (бас и вокал), Драган Митрић (клавијатура) и Бора Атић (саксофон).Бенд је често наступао у београдском СКЦ-у (Студентски Културни Центар), појавио се на последњем БООМ фестивалу у Новом Саду и Зајечарској гитаријади. Нису имали ниједног издања, али су имали снимке, снимљене у студију Радио Београда, који су се повремено емитовали.
2019. године поново се окупио бенд Звук улице и коначно је изашао њихов први албум Као зачаран. 
Почетком 1979. године Поповић је морао да служи Југословенску народну армију што је проузроковало распад бенда. Направио је двогодишњу паузу и придружио се бенду Идоли.
1982. године Поповић (гитара, вокал) са Митрићем (клавијатуре), Бранком Исаковићем (бас, ритам гитара) и Ненадом Моргенстерном (удараљке) формирају бенд Пропаганда. Бенд је снимио само један албум, Апатија јавности који је делимично садржавао материјал из периода Звук Улице. Звук је био поп рок у комбинацији са другим музичким формама. Након изласка албума, бенд се распао.

### Идоли
Поповић се придружио Идолима као замена за Божу Јовановића. Бенд је почео снимати свој први дуги албум у студијима Радио Београда крајем 1981. и почетком 1982. године. Одбрана и последњи дани изненадили су критичаре колико и фанове. Име је добио по истоименој књизи Борислава Пекића на којој је заснован цео албум. То је сложен концептуални албум који се бави антрополошким приступом православном хришћанству. Пошто је албум продат у само 50.000 примерака, што је Југотон сматрао неуспехом, бенд се морао потпуно окренути комерцијалној музици.
Следеће издање био је албум Чоколада на коме је био басиста Бранко Исаковић уместо Зденка Колара који је отишао да служи Југословенску народну армију. Снимљен је у Лондону код продуцента Боба Пеинтера који је у потпуности променио стил бенда. Плоча је продата у 350.000 примерака што је у то време био рекорд у Југославији. Иако је бенд имао успешну турнеју, односи између чланова бенда постали су хладнији. Након наступа у Љубљани, због свађе, Идоли су престали да постоје.
Последње издање Идола био је саундтрек албум за Шест дана јуна који је написао Дивљан док су остали чланови бенда снимили своје делове.

### Каријера после Идола
Након Идола Поповић се придружио бенду Мученици и свирао са супер-сешн бендом Код три балона.
Почетком деведесетих преселио се у Јоханезбург, Јужна Африка и формирао сопствени бенд The Traitors. У њему су били београдски музичари који живе у Јоханезбургу: Поповић на ритам гитари и вокалу и Марк Бенини на бубњевима, са музичарима из Јужне Африке Дериком Скихиперсом (гитара) и Калан Мерчант (бас гитара). Бенд изводи тежу верзију стандарда за рокенрол.
2006. године Кокан & The Traitors наступили су у Београду, а Зденко Колар појавио се као гост музичар.

## Дискографија

### Са Дагом
- "Воз"/"Смиљана" (ПГП РТБ, 1973)

### Са Пропагандом
- Апатија јавности (ПГП РТБ, 1982)